# Коркина, Евдокия Иннокентьевна
Евдокия Иннокентьевна Коркина (1917—2009) — советский и российский учёный-тюрколог, доктор филологических наук, профессор, заслуженный ветеран Сибирского отделения Академии наук СССР (1982).

## Биография
Родилась 17 декабря 1917 года в Кытанахском наслеге Чурапчинского улуса Якутской области.
После окончания Якутского сельскохозяйственного техникума три года проработала в Управлении землеустройства Наркомзема Якутской АССР. В 1939 году уехала в Москву для поступления в Московский институт философии, литературы, истории им. Н. Г. Чернышевского, который в октябре 1941 года был закрыт. Евдокия вернулась в Якутию и до 1944 года снова работала землеустроителем. В 1944—1947 годах работала в Якутском обкоме ВЛКСМ, в 1947—1949 годах была заместителем председателя исполкома Якутского городского Совета депутатов трудящихся. В 1949 году Евдокия Коркина поступила в Якутскую областную партийную школу и одновременно — на заочное историческое отделение Якутского педагогического института (ныне Северо-Восточный федеральный университет), окончив оба учебных заведения с отличием.
В 1952—1954 годах Евдокия Коркина работала заместителем министра просвещения Якутской АССР. В 1954 году поступила в аспирантуру Якутского филиала Сибирского отделения Академии наук СССР по специальности «якутский язык». В 1960 она защитила диссертацию на тему «Формы прошедшего времени в якутском языке», и ей была присуждена степень кандидата филологических наук. В 1961 году была назначена заведующим сектором, а в 1963 году — директором Института языка, литературы и истории ЯФ СО АН СССР, проработав на этой должности по 1984 год. В 1970 году защитила докторскую диссертацию на тему «Наклонение глагола в якутском языке». Уйдя с должности директора института, Евдокия Иннокентьевна в 1985—1991 годах была старшим научным сотрудником, а с 1991 года — ведущим научным сотрудником отдела языкознания этого же института.
Е. И. Коркина являлась крупным специалистом в области якутской грамматики, диалектологии и лексикографии. В числе её свыше 100 научных и научно-популярных работ четыре монографии: «Наклонение глагола в якутском языке» (1970); «Глагольные лично-отнесенные модальные конструкции» (1979); «Деепричастия в якутском языке» (1985); «Северо-восточная диалектная зона якутского языка» (1992). Была также одним из ведущих составителей и редакторов Большого академического Толкового словаря якутского языка.
Наряду с научно-исследовательской деятельностью, занималась и общественной. Была членом Советского комитета тюркологов, избиралась депутатом Якутского городского совета народных депутатов девяти созывов, а также членом бюро горкома КПСС и кандидатом в члены бюро Якутского обкома КПСС.
Умерла в Якутске 10 июня 2009 года.
В 2017 году В Якутске состоялись Всероссийские научные чтения «Евдокия Иннокентьевна Коркина: Биографика и интерпретация научного и творческого наследия».

## Заслуги
- Награждена орденом «Знак Почёта» и медалями, а также знаком отличия «Гражданская доблесть»[4] Республики Саха-Якутия (2004).
- Заслуженный деятель науки РСФСР (1972), Почетный гражданин Чурапчинского улуса.[2]